# Nehuentúe
Nehuentúe es una localidad chilena de la región de La Araucanía, perteneciente a la comuna de Carahue. Se ubica en la desembocadura del río Imperial. Tiene una población de 730 habitantes.

## Toponimia
Nehuentúe significa “lugar de fuerzas” o “lugar de resistencia” en mapudungún. La denominación proviene desde mediados del siglo XVI, cuando Pedro de Valdivia buscaba el mejor lugar para instalar un puerto, pero habría encontrado una fuerte resistencia por parte del pueblo mapuche.

## Historia
Fue fundada el 1 de septiembre de 1900. Está ubicada en la ribera norte de la desembocadura del río Imperial, a 26 kilómetros de la ciudad de Carahue y a 4 kilómetros al norte de Puerto Saavedra, a la cual se puede acceder mediante una embarcación.
La localidad se destaca por su gastronomía y, especialmente, por sus productos marinos, siendo la miticultura la principal actividad económica. El producto emblema es el choro maltón. Entre las actividades que se realizan cada año está la tradicional "chorada" y la Semana Costumbrista de Nehuentúe, una de las actividades con mayor tradición de la zona costera de la región de La Araucanía. Ambos eventos se realizan en el mes de febrero.

## Demografía
La localidad, según el censo de 2017, posee una población de 730 habitantes, de los cuales 365 son hombres y 365 son mujeres. Para el censo de 2002 la población total era de 630 habitantes.